# Туапсе (річка)
Туапсе — гірська річка з численними притоками, розташована в південно-східній частині Туапсинського району. Річка впадає в Чорне море у міста Туапсе. Довжина річки з притокою Чиліпсі становить 43 км.

## Загальна інформація
Площа водозбору річки Туапсе з притоками становить 352 км². Середньорічна витрата води 14,2 м³/сек. Під час паводків кількість води збільшується до 1200 м³/сек.
Під час паводків, які зазвичай бувають після сильних зливових дощів, рівень води в річках піднімається значно. Річки перетворюються на бурхливі потоки, несуть у море багато уламкового матеріалу: валуни, рінь, пісок, глину, коріння дерев тощо, надовго засмічуючи берегову смугу моря і долину річок виносами зі схилів.
Долина річки Туапсе в нижній течії впродовж понад 10 км забудована, береги укріплені бетонними стінками, а уздовж залізниці — береговими захисними спорудами.
Схили ущелин, що примикають до річки, урвисті, мають значну крутизну і висоту. Долина і схили річки вкриті лісом і чагарником і дуже привабливі. По басейну річки Туапсе і її притокам можна робити походи і екскурсії з відвідинами гір: Каштанова, Мале Псеушхо, Семашхо, Індюк, Два Брати. Туристи можуть зробити походи: до мінеральних джерел, до могильних споруд, пам'ятників старовини, на Ведмедячий струмок тощо.
У басейні річки Туапсе і її приток розташовані населені пункти: Мале Псеушхо, Георгієвське, Анастасіївка, Кривенківське, Індюк, Кірпичний, Ципка, Мессажай, Туапсе тощо.

## Основні притоки
- Чиліпсі
- Ципка
- Пшияхо
- Масолова